# Parejas de artístico

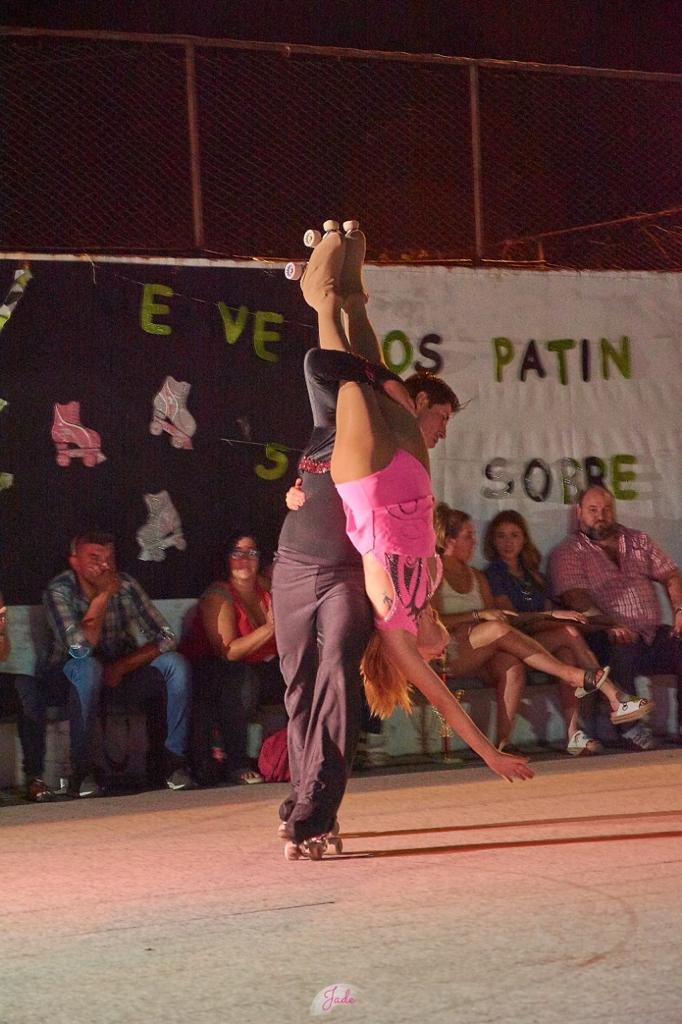
Pareja de artístico.

La pareja de artístico es una modalidad del patinaje artístico sobre ruedas, formada por una mujer y un hombre los cuales han de realizar una actuación de patinaje libre de forma coordinada y sincronizada con el compañero. En dependencia de la categoría y nivel irán incrementado las piruetas en dificultad, siendo las más difíciles en la categoría mayores, el vestuario de ambos debe coincidir, son imprescindibles para esta categoría, entre otros aspectos, la valentía y determinación y una alta compatibilidad entre la pareja. La competición consiste en dos partes: un programa corto y un programa largo.

## Categorías.
- Categoría Alevín: entre 10 y 11 años.
- Categoría Infantil: entre 12 y 13 años.
- Categoría Cadete: entre 14 y 15 años.
- Categoría Juvenil: entre 16 y 17 años.
- Categoría Júnior: entre 18 y 19 años.
- Categoría Sénior: 20 años o más.

## Cualidades
| CHICA | CHICO |
| CUALIDADES FÍSICAS | |
| Tiene que tener poco peso en relación con su altura y edad. | Sería necesario que fuera de mayor edad que la chica; si son de edades muy iguales, posiblemente la chica crecerá antes que el chico. Unos 2-3 años mínimo de diferencia. |
| Debe tener un cuerpo compensado y equilibrado. | Debe tener una gran fuerza física, resistencia, equilibrio y coordinación.                                                                                                |
| Debe ser de estatura baja. No es suficiente con pesar poco, tiene que ser baja para que el chico pueda dominar su cuerpo correctamente. La altura baja no debe ser en relación con el chico, sino en términos objetivos. | Debe tener una altura mediana-alta. |
| Debemos tener en cuenta el desarrollo físico. Es importante prever su posible desarrollo para evitar que tengan que dejar de ser pareja transcurrido poco tiempo.                                                        | Debemos tener en cuenta su desarrollo físico en relación con su pareja y la edad de esta.                                                                                 |
| Debe tener una excelente flexibilidad. Este es un aspecto importante para las parejas de artístico. | Debe tener buena flexibilidad para ser chico. |
| Es necesario que tenga un excelente dominio de su cuerpo. | Es necesario que tenga un excelente dominio de su cuerpo. |
| CUALIDADES TÉCNICAS | |
| Debe tener un nivel técnico individual excelente para su edad. | Debe tener un nivel técnico individual notable para su edad. |
| Debe ser ágil de movimientos en la pista. | Sobre todo, debe tener un buen dominio de los patines. |

## Vestuario
En todos los eventos artísticos competitivos de patinaje sobre ruedas, los trajes tanto para mujeres como para hombres deben estar en el carácter de la música, pero no deben causar vergüenza para el patinador, los jueces o los espectadores. 
- Cualquier pieza del traje, incluidos los collares, adornos, plumas, etc., en los trajes debe estar bien fijada para no obstruir a los siguientes concursantes.
- El traje de la mujer debe estar construido para cubrir completamente las caderas y la parte posterior. Los leotardos de corte francés están estrictamente prohibidos, es decir, leotardos que se cortan más alto que el hueso de la cadera.
- El traje del hombre no debe ser sin mangas. El escote del traje no debe exponer el cofre más de tres (3) pulgadas u ocho (8) centímetros debajo de la clavícula.
- No se permiten accesorios de ninguna naturaleza. Esto significa que el traje permanece igual durante una presentación sin adiciones durante la presentación, es decir, sin uso de accesorios de ningún tipo desde el principio hasta el final.
- La pintura de cualquier parte del cuerpo se considera un "show" y no está permitida.
- Las penalizaciones resultantes de la violación de las reglas de vestuario serán 1.0.[3]

## Elementos y puntuación.
| VALOR DE LAS ESPIRALES |                                             |            |
|                        | ELEMENTO                                    | PUNTUACIÓN |
| A                      | Espirales de la muerte                      |            |
|                        | Espiral de la muerte exterior hacia delante | 8.3        |
|                        | Espiral de la muerte interior hacia delante | 8.3        |
|                        | Espiral de la muerte exterior hacia atrás   | 8.3        |
|                        | Espiral de la muerte interior hacia atrás   | 8.3        |
| B                      | Espirales en ángel                          |            |
|                        | Espiral en ángel exterior hacia delante     | 5.0        |
|                        | Espiral en ángel interior hacia delante     | 5.0        |
|                        | Espiral en ángel exterior hacia atrás       | 5.0        |
|                        | Espiral en ángel interior hacia atrás       | 5.0        |

| VALOR DE LOS SALTOS LANZADOS. |                                                     |            |
|                               | ELEMENTO                                            | PUNTUACIÓN |
| A                             | Triples                                             |            |
|                               | Triple Axel                                         | 10.0       |
|                               | Triple Twist – Posición cara a cara de salida       | 9.2        |
|                               | Triple Rittberger                                   | 9.2        |
|                               | Triple Metz                                         |            |
|                               | Triple Salchow                                      | 8.7        |
|                               | Triple Twist – No en posición cara a cara de salida | 7.5        |
| B                             | Dobles                                              |            |
|                               | Doble Axel                                          | 8.3        |
|                               | Doble Twist                                         | 6.7        |
|                               | Doble Rittberger                                    | 6.7        |
|                               | Doble Salchow                                       | 5.3        |
|                               | Doble Metz                                          | 5.3        |
| C                             | Simples                                             |            |
|                               | Axel                                                | 4.2        |
|                               | Twist                                               | 3.5        |
|                               | Rittberger                                          | 3.0        |
|                               | Salchow                                             | 1.7        |
|                               | Metz                                                | 1.7        |
|                               | Salto del tres                                      | 0.8        |